# یاوورنیک (ناحیه یسنیک)
یاوورنیک (به چکی: Javorník) یک منطقهٔ مسکونی و شهرستان دارای شهرک سابقاً روستا در جمهوری چک است که در ناحیه یسنیک واقع شده‌است. یاوورنیک ۳٬۰۱۴ نفر جمعیت دارد.